# Idriss ibn al-Hassan al-Alami
Pour les articles homonymes, voir Alami.
Idriss Ben Hassan Alami (en arabe : إدريس بن الحسن العلمي ; né à Kénitra, ex-Port-Lyautey, en 1925 et décédé à Fès en 2007) est un poète et écrivain marocain de langue arabe. Spécialiste en traduction bilingue de l'arabe vers le français, il fut un fervent défenseur de la langue arabe et de l'arabisation. Il est en outre auteur de plusieurs ouvrages tenant en particulier au domaine de la langue arabe, et de sa terminologie, et a écrit plusieurs recueils de poèmes en arabe classique suivant les règles du Aroud, d'après l'école de Khalil ibnou Ahmed Al Farahidi.

## Biographie
Idriss Al Alami fut père de huit enfants, dont Amal El Alami, tous issus de son mariage avec sa cousine paternelle Khadija Bensouda. Après une longue maladie, le poète - écrivain, Idriss ben Al Hassan Al Alami, s'est éteint à l'âge de 82 ans, le 27 août 2007 à Fès où il fut enterré.

## Ses œuvres
Parmi ses œuvres poétiques publiés : cinq recueils de poèmes.
- Sur le chemin de la liberté.
- Avec Dieu ALLAH.
- Avec les fleurs de la vie.
- Le bonheur.
- Sur la voie.

Parmi ses ouvrages publiés :
- À propos de l'Arabisation.
- À propos de la langue arabe.
- À propos de la terminologie.
- Comparaison entre la langue arabe et la langue française.

Parmi les œuvres traduites :
- de l'arabe vers le français : 
  - …et j'ai adopté l'Islam - par Émilie Bramlet.
  - le Sex-appel (par Nimat Sidequi)
  - Le Prophète de l'Islam à trvers sa tradition: le Livre de la Foi.
- du Français vers l'Arabe: 
  - l'Islam et la culture médicale - par Amal Alami.
- La Peur - de Guy de Maupassant.
  - La solidarité par la Science - par Eugène Diderot.

En instance de publication[réf. souhaitée] :
- La traversée (mémoire autobiographique).
- Guide de la poésie arabe.
- La Science de la terminologie.